# セガストローム芸術センター
セガストローム芸術センター（Segerstrom Center for the Arts）は、1986年に開業したアメリカ合衆国カリフォルニア州コスタメサにある舞台芸術の施設。1995年のAIAゴールドメダルを始め、数多くの受賞歴がある建築家シーザー・ペリによる設計である。
パシフィック交響楽団、オレンジ郡フィルハーモニック・ソサエティ、パシフィック・コラールの本拠地となっている。

## 施設概要
- セガストローム・ホール - 約3,000席のオペラハウス。
- レネー&ヘンリー・セガストローム・コンサート・ホール - 約2,000人収容のコンサートホール。
- サミュエリ・シアター - 約500席の多機能施設。
- モーア・シアター - 約250席のホール。
- アーツ・プラザ - 46,000-平方フート (4,300 m2) のエリア。
- オレンジ郡美術館（Orange County Museum of Art, OCMA）
- ローレンス&クリスティーナ・ダッジ教育センター：パフォーマンス用スタジオとボーイング教育研究所が所在している。

フォーマルなカフェ「レザビーズ・カフェ・ラウンジ」と、カジュアルなカフェ1件を併設する。

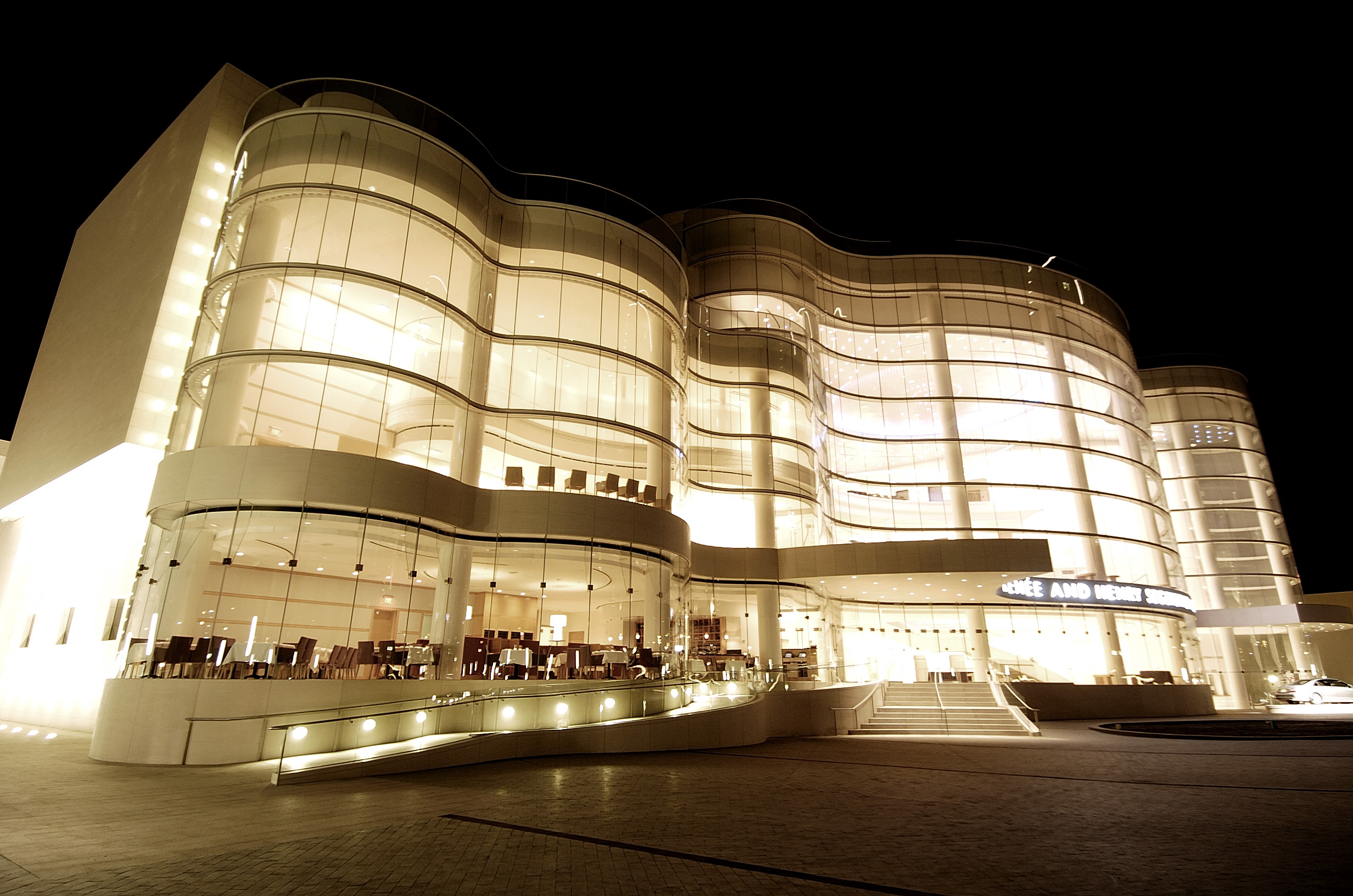
夜のレネー&ヘンリー・セガストローム・コンサート・ホール外観。

## オルガン
セガストローム芸術センターの一部であるレネー&ヘンリー・セガストローム・コンサート・ホールには、「ウイリアム・J・ガレスピー・コンサート・オルガン」と呼ばれるコンサート・オルガンがある。パイプ数は4,322本、ストップ数は75で57独立ボイス、それぞれ61ノートの4段のマニュアル・キーボード、32ノートのペダル・キーボードである。重量は30トン近くあり、組み立てと設置におよそ42,000時間を要する。